# Thomas Andrews (chimico)
Thomas Andrews (Belfast, 1813 – Belfast, 1885) è stato un chimico irlandese.
Allievo del chimico Thomas Thomson, fu insegnante a Belfast dal 1846 al 1879.
È ricordato per aver definito e introdotto i concetti di pressione critica e temperatura critica nell'ambito della liquefazione dei gas.

## Biografia
Andrews è nato a Belfast, in Irlanda, dove suo padre era un commerciante di biancheria. Frequentò la Belfast Academy e la Royal Belfast Academical Institution, dove in seguito studiò matematica sotto James Thomson. Nel 1828 si recò all'Università di Glasgow per studiare chimica con il professor Thomas Thomson, quindi studiò al Trinity College di Dublino, dove si distinse in lettere e scienze. Alla fine, all'Università di Edimburgo nel 1835, gli fu conferito un dottorato in medicina.
Andrews iniziò una pratica medica di successo nella sua città natale di Belfast nel 1835, impartendo anche lezioni di chimica all'Academical Institution. Nel 1845 fu nominato vicepresidente della neo-fondata Queen's University di Belfast, e vi divenne professore di chimica. Ricoprì questi due incarichi fino al suo pensionamento nel 1879, all'età di 66 anni. Morì nel 1885 e fu sepolto nel Borough Cemetery di Belfast.
Nel 1842 Andrews sposò Jane Hardie Walker (1818-1899). Ebbero sei figli, tra cui la geologa Mary Andrews.

## Opere
Andrews divenne noto come ricercatore con il suo lavoro sul calore sviluppato nei processi chimici, per il quale la Royal Society gli conferì una medaglia Royal nel 1844. Un'altra importante ricerca, intrapresa in collaborazione con Peter Guthrie Tait, fu dedicata all'ozono.
La sua reputazione si basa principalmente sul suo lavoro con la liquefazione dei gas. Negli anni 1860 condusse un'indagine molto completa sulle leggi del gas, esprimendo le relazioni di pressione, temperatura e volume nell'anidride carbonica. In particolare, stabilì i concetti di temperatura critica e pressione critica, dimostrando che una sostanza passa dallo stato vapore a quello liquido senza alcuna rottura della continuità.
Negli esperimenti di Andrews sulle transizioni di fase dimostrò che l'anidride carbonica può essere trasportata da uno qualsiasi degli stati che di solito chiamiamo liquido a uno di quelli che di solito chiamiamo gas, senza perdere l'omogeneità. Il fisico matematico Willard Gibbs citò questi risultati a sostegno dell'equazione dell'energia libera di Gibbs. Iniziò inoltre una corsa tra i ricercatori per liquefare vari altri gas. Nel 1877-78 Louis Paul Cailletet fu il primo a liquefare ossigeno e azoto.